# Staufferia capuronii
Staufferia capuronii är en sandelträdsväxtart som beskrevs av Z.S.Rogers, Nickrent & Malecot. Staufferia capuronii ingår i släktet Staufferia och familjen sandelträdsväxter. Inga underarter finns listade i Catalogue of Life.